# Vampire Game
Vampire Game är en mangaserie av författaren Judal ursprungligen publicerad i mangatidningen Wings. Serien samlades sedan i 15 volymer. Den publicerades i Sverige 2005–2008. Volym 1-11 gavs ut av Mangismo och volym 12-15 gavs ut av Egmont Kärnan.
Översättare: Nika Hashiguchi och Richard Schicke
Läsriktning: höger till vänster, sidorna är ej spegelvända.

## Handling
För hundra år sedan kämpade kung Phelios mot vampyrkungen Duzell. De låg båda döende efter den våldsamma striden när Duzell svor att han skulle återfödas om hundra år och hitta Phelios inkarnation och hämnas på honom.
Hundra år senare är tiden inne, men det blir inte som Duzzell har tänk sig. Han återföds som ett (nästan) ofarligt kattdjur. Phelios barnbarns barn, prinsessan Ishtar, tar hand om Duzell i tron om att han bara är en vanlig söt liten kattunge. Ishtar och Duzell borde vara fiender men istället blir de goda vänner och Ishtar bestämmer sig för att hjälpa Duzell att hitta Phelios. Darres, Ishtars livvakt får fullt sjå att hålla koll på den impulsiva prinsessan. Har Duzell glömt vad hans riktiga uppgift är?